# Gælle
I vandlevende organismer er gæller et åndedrætsorgan, som "henter" ilt og udskiller carbondioxid (respiration) fra visse legemsvæsker (blod).